# Военная блокада
Блока́да или обложе́ние — военные действия, направленные на изоляцию неприятельского (вражеского) объекта путём пресечения его внешних связей.
Блокада призвана не допустить или свести к минимуму переброску подкреплений, доставку военной техники и средств материально-технического обеспечения, эвакуацию ценностей.
Объектами блокады могут быть:
- отдельные государства
- города, укреплённые районы, пункты стратегического и оперативного значения с военными гарнизонами,
- крупные группировки войск на театрах военных действий и вооружённые силы в целом
- экономические районы
- острова
- проливные зоны, заливы
- военно-морские базы, порты.

Блокада города или крепости с намерением в дальнейшем захватить этот объект является формой осады.
Цели блокады:
- подрыв военно-экономической мощи государства
- истощение сил и средств блокируемой группировки вооружённых сил противника
- создание благоприятных условий для её последующего разгрома
- принуждение противника к капитуляции
- воспрещение переброски сил противника на другие направления.

Блокада может быть полной или частичной, осуществляемой в стратегических и оперативных масштабах. Блокада, осуществляемая в тактическом масштабе, называется блокированием. Стратегической военной блокаде может сопутствовать экономическая блокада.
В зависимости от географического положения объекта блокады и привлекаемых сил и средств блокада может быть сухопутной, воздушной, морской или смешанной.
Сухопутная блокада осуществляется сухопутными войсками во взаимодействии с авиацией и войсками ПВО. Сухопутная блокада применялась уже в войнах древнего мира — например, в Троянской войне. В XVII—XIX веках она часто использовалась для овладения мощными крепостями.
Воздушная блокада, как правило, является частью сухопутной и морской блокады, но если решающая роль принадлежит авиации, она называется воздушной. Воздушная блокада осуществляется силами авиации и войсками ПВО, чтобы пресечь или свести к минимуму внешние связи блокируемого объекта по воздуху (с целью недопущения получения материальных средств и подкреплений, а также эвакуации по воздуху) путём уничтожения самолётов противника как в воздухе, так и на аэродромах посадки и взлёта. На приморских направлениях воздушная блокада обычно сочетается с морской.
Морская блокада осуществляется действиями ВМФ — надводными кораблями, подводными лодками, авианосной и базовой авиацией — по патрулированию подходов к побережью, установке минных заграждений в районах портов, военно-морских баз, на морских (океанских) коммуникациях, нанесению ракетно-бомбовых авиационных и артиллерийских ударов по важным наземным объектам, а также уничтожению всех судов противника в море и на базах, а авиации — в воздухе и на аэродромах.
Наиболее известные примеры (не все) использования блокады:
- Континентальная блокада Наполеона против Англии в начале XIX века
- Блокада полуострова Камал
- Морская блокада Великобритании Германией и блокада Германии странами Антанты в ходе Первой мировой войны
- Блокада Ленинграда — смешанная (сухопутно-воздушно-морская) блокада Ленинграда немецко-финскими войсками во время Великой Отечественной войны
- Сухопутно-воздушная блокада советскими войсками немецких войск под Сталинградом (1942—1943), в Будапеште (1944), в Вене и Вроцлаве(1945)
- Блокада Западного Берлина
- Блокада Кубы — морская блокада побережья Кубы американским флотом
- Морская блокада побережья Социалистической Республики Вьетнам американским флотом[источник не указан 1030 дней]
- Блокада сектора Газа